# Eletti al Senato della Repubblica nelle elezioni politiche italiane del 1983
Questo elenco riporta i nomi dei senatori della IX legislatura della Repubblica Italiana dopo le elezioni politiche del 1983, suddivisi per circoscrizione.
| Circoscrizione        | Lista                                                     | Eletto                      | Collegio                             |
| --------------------- | --------------------------------------------------------- | --------------------------- | ------------------------------------ |
| Piemonte              | Partito Comunista Italiano                                | Carlo Pollidoro             | Alessandria - Tortona                |
| Piemonte              | Partito Comunista Italiano                                | Lucio Libertini             | Casale Monferrato - Chivasso         |
| Piemonte              | Partito Comunista Italiano                                | Carla Federica Nespolo      | Acqui Terme - Novi Ligure            |
| Piemonte              | Partito Comunista Italiano                                | Lorenzo Gianotti            | Susa                                 |
| Piemonte              | Partito Comunista Italiano                                | Napoleone Colajanni         | Torino Fiat Aeritalia Ferriere       |
| Piemonte              | Partito Comunista Italiano                                | Ugo Pecchioli               | Torino Dora Oltre Stura Collina      |
| Piemonte              | Partito Comunista Italiano                                | Ennio Baiardi               | Vercelli                             |
| Piemonte              | Partito Comunista Italiano                                | Claudio Napoleoni           | Biella                               |
| Piemonte              | Democrazia Cristiana                                      | Riccardo Triglia            | Casale Monferrato - Chivasso         |
| Piemonte              | Democrazia Cristiana                                      | Giuseppe Miroglio           | Asti                                 |
| Piemonte              | Democrazia Cristiana                                      | Carlo Giovanni Baldi        | Cuneo - Saluzzo                      |
| Piemonte              | Democrazia Cristiana                                      | Anna Gabriella Ceccatelli   | Alba                                 |
| Piemonte              | Democrazia Cristiana                                      | Francesco Mazzola           | Mondovì                              |
| Piemonte              | Democrazia Cristiana                                      | Ignazio Marcello Gallo      | Torino Centro                        |
| Piemonte              | Democrazia Cristiana                                      | Carlo Boggio                | Vercelli                             |
| Piemonte              | Partito Socialista Italiano                               | Roberto Cassola             | Alessandria - Tortona                |
| Piemonte              | Partito Socialista Italiano                               | Cornelio Masciadri          | Verbano-Cusio-Ossola                 |
| Piemonte              | Partito Socialista Italiano                               | Eugenio Bozzello Verole     | Ivrea                                |
| Piemonte              | Partito Repubblicano Italiano                             | Susanna Agnelli             | Pinerolo                             |
| Piemonte              | Partito Repubblicano Italiano                             | Bruno Visentini             | Torino Centro                        |
| Piemonte              | Partito Liberale Italiano                                 | Giuseppe Fassino            | Cuneo - Saluzzo                      |
| Piemonte              | Partito Liberale Italiano                                 | Raffaele Costa              | Mondovì                              |
| Piemonte              | Partito Socialista Democratico Italiano                   | Franco Nicolazzi            | Verbano-Cusio-Ossola                 |
| Piemonte              | Movimento Sociale Italiano - Destra Nazionale             | Cesare Pozzo                | Torino Centro                        |
| Lombardia             | Democrazia Cristiana                                      | Angelo Castelli             | Bergamo                              |
| Lombardia             | Democrazia Cristiana                                      | Enzo Berlanda               | Clusone                              |
| Lombardia             | Democrazia Cristiana                                      | Vincenzo Bombardieri        | Treviglio                            |
| Lombardia             | Democrazia Cristiana                                      | Franco Salvi                | Breno                                |
| Lombardia             | Democrazia Cristiana                                      | Pietro Salvatore Padula     | Brescia                              |
| Lombardia             | Democrazia Cristiana                                      | Giovanni Prandini           | Chiari                               |
| Lombardia             | Democrazia Cristiana                                      | Elio Fontana                | Salò                                 |
| Lombardia             | Democrazia Cristiana                                      | Gianfranco Aliverti         | Como                                 |
| Lombardia             | Democrazia Cristiana                                      | Maria Paola Colombo Svevo   | Lecco                                |
| Lombardia             | Democrazia Cristiana                                      | Vittorino Colombo           | Cantù                                |
| Lombardia             | Democrazia Cristiana                                      | Vincenzo Vernaschi          | Cremona                              |
| Lombardia             | Democrazia Cristiana                                      | Franco Rebecchini           | Crema                                |
| Lombardia             | Democrazia Cristiana                                      | Guido Carli                 | Milano I                             |
| Lombardia             | Democrazia Cristiana                                      | Roberto Romei               | Milano IV                            |
| Lombardia             | Democrazia Cristiana                                      | Luigi Granelli              | Vimercate                            |
| Lombardia             | Democrazia Cristiana                                      | Alfredo Diana               | Lodi                                 |
| Lombardia             | Democrazia Cristiana                                      | Eugenio Tarabini            | Sondrio                              |
| Lombardia             | Partito Comunista Italiano                                | Gino Torri                  | Brescia                              |
| Lombardia             | Partito Comunista Italiano                                | Renzo Antoniazzi            | Cremona                              |
| Lombardia             | Partito Comunista Italiano                                | Paolo Zanini                | Crema                                |
| Lombardia             | Partito Comunista Italiano                                | Giuseppe Chiarante          | Mantova                              |
| Lombardia             | Partito Comunista Italiano                                | Maurizio Lotti              | Ostiglia                             |
| Lombardia             | Partito Comunista Italiano                                | Giuliano Procacci           | Milano V                             |
| Lombardia             | Partito Comunista Italiano                                | Eliseo Milani               | Milano VI                            |
| Lombardia             | Partito Comunista Italiano                                | Massimo Riva                | Abbiategrasso                        |
| Lombardia             | Partito Comunista Italiano                                | Rodolfo Bollini             | Rho                                  |
| Lombardia             | Partito Comunista Italiano                                | Andrea Margheri             | Monza                                |
| Lombardia             | Partito Comunista Italiano                                | Marina Rossanda             | Vimercate                            |
| Lombardia             | Partito Comunista Italiano                                | Antonio Taramelli           | Lodi                                 |
| Lombardia             | Partito Comunista Italiano                                | Luigi Meriggi               | Voghera                              |
| Lombardia             | Partito Comunista Italiano                                | Armando Cossutta            | Vigevano                             |
| Lombardia             | Partito Comunista Italiano                                | Armelino Milani             | Pavia                                |
| Lombardia             | Partito Socialista Italiano                               | Gino Scevarolli             | Mantova                              |
| Lombardia             | Partito Socialista Italiano                               | Enrico Novellini            | Ostiglia                             |
| Lombardia             | Partito Socialista Italiano                               | Luigi Panigazzi             | Voghera                              |
| Lombardia             | Partito Socialista Italiano                               | Renato Garibaldi            | Pavia                                |
| Lombardia             | Partito Socialista Italiano                               | Libero Della Briotta        | Sondrio                              |
| Lombardia             | Partito Socialista Italiano                               | Andrea Buffoni              | Busto Arsizio                        |
| Lombardia             | Partito Repubblicano Italiano                             | Giovanni Spadolini          | Milano I                             |
| Lombardia             | Partito Repubblicano Italiano                             | Giorgio Covi                | Milano III                           |
| Lombardia             | Partito Repubblicano Italiano                             | Giovanni Ferrara            | Milano V                             |
| Lombardia             | Movimento Sociale Italiano - Destra Nazionale             | Giorgio Pisanò              | Milano II                            |
| Lombardia             | Movimento Sociale Italiano - Destra Nazionale             | Cesare Biglia               | Milano III                           |
| Lombardia             | Partito Liberale Italiano                                 | Pietro Fiocchi              | Lecco                                |
| Lombardia             | Partito Liberale Italiano                                 | Giovanni Malagodi           | Milano I                             |
| Lombardia             | Partito Socialista Democratico Italiano                   | Gianfranco Conti Persini    | Como                                 |
| Lombardia             | Partito Socialista Democratico Italiano                   | Renzo Sclavi                | Voghera                              |
| Lombardia             | Partito Radicale                                          | Mario Signorino             | Milano III                           |
| Trentino - Alto Adige | Südtiroler Volkspartei                                    | Sergio Fontanari            | Pergine Valsugana                    |
| Trentino - Alto Adige | Südtiroler Volkspartei                                    | Karl Mitterdorfer           | Bolzano                              |
| Trentino - Alto Adige | Südtiroler Volkspartei                                    | Peter Brugger               | Bressanone                           |
| Trentino - Alto Adige | Democrazia Cristiana                                      | Glicerio Vettori            | Rovereto                             |
| Trentino - Alto Adige | Democrazia Cristiana                                      | Giorgio Postal              | Pergine Valsugana                    |
| Trentino - Alto Adige | Democrazia Cristiana                                      | Bruno Kessler               | Mezzolombardo                        |
| Trentino - Alto Adige | Partito Comunista Italiano                                | Andrea Mascagni             | Rovereto                             |
| Veneto                | Democrazia Cristiana                                      | Emilio Neri                 | Belluno                              |
| Veneto                | Democrazia Cristiana                                      | Onorio Cengarle             | Este                                 |
| Veneto                | Democrazia Cristiana                                      | Nicolò Lipari               | Cittadella                           |
| Veneto                | Democrazia Cristiana                                      | Alessandra Codazzi          | Treviso                              |
| Veneto                | Democrazia Cristiana                                      | Angelo Pavan                | Vittorio Veneto - Montebelluna       |
| Veneto                | Democrazia Cristiana                                      | Mario Ferrari Aggradi       | Conegliano Veneto - Oderzo           |
| Veneto                | Democrazia Cristiana                                      | Costante Degan              | Mirano                               |
| Veneto                | Democrazia Cristiana                                      | Angelo Tomelleri            | Verona Collina                       |
| Veneto                | Democrazia Cristiana                                      | Giovanni Battista Melotto   | Verona Pianura                       |
| Veneto                | Democrazia Cristiana                                      | Mariano Rumor               | Vicenza                              |
| Veneto                | Democrazia Cristiana                                      | Delio Giacometti            | Schio                                |
| Veneto                | Democrazia Cristiana                                      | Antonio Bisaglia            | Bassano del Grappa                   |
| Veneto                | Partito Comunista Italiano                                | Vittorio Sega               | Rovigo                               |
| Veneto                | Partito Comunista Italiano                                | Franca Ongaro Basaglia      | Venezia                              |
| Veneto                | Partito Comunista Italiano                                | Vincenzo Visco              | Mirano                               |
| Veneto                | Partito Comunista Italiano                                | Sandrino De Toffol          | San Donà di Piave                    |
| Veneto                | Partito Comunista Italiano                                | Gastone Angelini            | Chioggia                             |
| Veneto                | Partito Comunista Italiano                                | Gino Giugni                 | San Donà di Piave                    |
| Veneto                | Partito Comunista Italiano                                | Roberto Spano               | Mirano                               |
| Veneto                | Partito Repubblicano Italiano                             | Giacomo Leopizzi            | Padova                               |
| Veneto                | Movimento Sociale Italiano - Destra Nazionale             | Piergiorgio Gradari         | Venezia                              |
| Veneto                | Partito Socialista Democratico Italiano                   | Dino Riva                   | Belluno                              |
| Veneto                | Liga Veneta                                               | Graziano Girardi            | Vittorio Veneto - Montebelluna       |
| Friuli-Venezia Giulia | Democrazia Cristiana                                      | Mario Toros                 | Cividale del Friuli                  |
| Friuli-Venezia Giulia | Democrazia Cristiana                                      | Bruno Giust                 | Pordenone                            |
| Friuli-Venezia Giulia | Democrazia Cristiana                                      | Claudio Beorchia            | Tolmezzo                             |
| Friuli-Venezia Giulia | Democrazia Cristiana                                      | Giuseppe Tonutti            | Udine                                |
| Friuli-Venezia Giulia | Partito Comunista Italiano                                | Nereo Battello              | Gorizia                              |
| Friuli-Venezia Giulia | Partito Comunista Italiano                                | Gabriella Gherbez           | Trieste II                           |
| Friuli-Venezia Giulia | Partito Comunista Italiano                                | Loris Fortuna               | Tolmezzo                             |
| Liguria               | Partito Comunista Italiano                                | Nedeo Canetti               | Imperia                              |
| Liguria               | Partito Comunista Italiano                                | Giovanni Battista Urbani    | Savona                               |
| Liguria               | Partito Comunista Italiano                                | Lovrano Bisso               | Genova I                             |
| Liguria               | Partito Comunista Italiano                                | Raimondo Ricci              | Genova II                            |
| Liguria               | Partito Comunista Italiano                                | Aldo Giacché                | La Spezia                            |
| Liguria               | Democrazia Cristiana                                      | Nicola Signorello           | Imperia                              |
| Liguria               | Democrazia Cristiana                                      | Gian Carlo Ruffino          | Savona                               |
| Liguria               | Democrazia Cristiana                                      | Carlo Pastorino             | Genova IV                            |
| Liguria               | Democrazia Cristiana                                      | Paolo Emilio Taviani        | Chiavari                             |
| Liguria               | Partito Socialista Italiano                               | Delio Meoli                 | Genova III                           |
| Emilia-Romagna        | Partito Comunista Italiano                                | Arrigo Morandi              | Bologna I                            |
| Emilia-Romagna        | Partito Comunista Italiano                                | Guido Fanti                 | Bologna II                           |
| Emilia-Romagna        | Partito Comunista Italiano                                | Dante Stefani               | Bologna III - Imola                  |
| Emilia-Romagna        | Partito Comunista Italiano                                | Claudio Vecchi              | Ferrara                              |
| Emilia-Romagna        | Partito Comunista Italiano                                | Gianfranco Pasquino         | Portomaggiore                        |
| Emilia-Romagna        | Partito Comunista Italiano                                | Francesco Alici             | Rimini                               |
| Emilia-Romagna        | Partito Comunista Italiano                                | Sergio Flamigni             | Cesena                               |
| Emilia-Romagna        | Partito Comunista Italiano                                | Filippo Cavazzuti           | Modena                               |
| Emilia-Romagna        | Partito Comunista Italiano                                | Tullio Vecchietti           | Carpi                                |
| Emilia-Romagna        | Partito Comunista Italiano                                | Arrigo Boldrini             | Ravenna                              |
| Emilia-Romagna        | Partito Comunista Italiano                                | Renzo Bonazzi               | Reggio Emilia                        |
| Emilia-Romagna        | Partito Comunista Italiano                                | Silvio Miana                | Castelnovo ne' Monti - Sassuolo      |
| Emilia-Romagna        | Democrazia Cristiana                                      | Armando Foschi              | Rimini                               |
| Emilia-Romagna        | Democrazia Cristiana                                      | Leonardo Melandri           | Forlì - Faenza                       |
| Emilia-Romagna        | Democrazia Cristiana                                      | Benigno Zaccagnini          | Borgotaro - Salsomaggiore            |
| Emilia-Romagna        | Democrazia Cristiana                                      | Sergio Cuminetti            | Piacenza                             |
| Emilia-Romagna        | Democrazia Cristiana                                      | Emilio Rubbi                | Fiorenzuola d'Arda - Fidenza         |
| Emilia-Romagna        | Democrazia Cristiana                                      | Giorgio Degola              | Castelnovo ne' Monti - Sassuolo      |
| Emilia-Romagna        | Partito Socialista Italiano                               | Luigi Covatta               | Portomaggiore                        |
| Emilia-Romagna        | Partito Socialista Italiano                               | Fabio Fabbri                | Borgotaro - Salsomaggiore            |
| Emilia-Romagna        | Partito Repubblicano Italiano                             | Libero Gualtieri            | Ravenna                              |
| Toscana               | Partito Comunista Italiano                                | Giglia Tedesco Tatò         | Arezzo                               |
| Toscana               | Partito Comunista Italiano                                | Alessio Pasquini            | Montevarchi                          |
| Toscana               | Partito Comunista Italiano                                | Mario Gozzini               | Firenze II                           |
| Toscana               | Partito Comunista Italiano                                | Enzo Enriques Agnoletti     | Firenze III                          |
| Toscana               | Partito Comunista Italiano                                | Piero Pieralli              | Prato                                |
| Toscana               | Partito Comunista Italiano                                | Renato Pollini              | Grosseto                             |
| Toscana               | Partito Comunista Italiano                                | Umberto Terracini           | Livorno                              |
| Toscana               | Partito Comunista Italiano                                | Nicola Loprieno             | Volterra                             |
| Toscana               | Partito Comunista Italiano                                | Antonio Silvano Andriani    | Pistoia                              |
| Toscana               | Partito Comunista Italiano                                | Riccardo Margheriti         | Siena                                |
| Toscana               | Democrazia Cristiana                                      | Giuseppe Petrilli           | Arezzo                               |
| Toscana               | Democrazia Cristiana                                      | Ivo Butini                  | Montevarchi                          |
| Toscana               | Democrazia Cristiana                                      | Luciano Bausi               | Firenze I                            |
| Toscana               | Democrazia Cristiana                                      | Arturo Pacini               | Lucca                                |
| Toscana               | Democrazia Cristiana                                      | Maria Eletta Martini        | Viareggio                            |
| Toscana               | Democrazia Cristiana                                      | Alcide Angeloni             | Massa-Carrara                        |
| Toscana               | Partito Socialista Italiano                               | Silvano Signori             | Grosseto                             |
| Toscana               | Partito Socialista Italiano                               | Paolo Barsacchi             | Massa-Carrara                        |
| Toscana               | Partito Liberale Italiano - Partito Repubblicano Italiano | Aride Rossi                 | Firenze I                            |
| Umbria                | Partito Comunista Italiano                                | Ivano Rasimelli             | Perugia II                           |
| Umbria                | Partito Comunista Italiano                                | Vinci Grossi                | Città di Castello                    |
| Umbria                | Partito Comunista Italiano                                | Franco Giustinelli          | Terni                                |
| Umbria                | Partito Comunista Italiano                                | Dario Valori                | Orvieto                              |
| Umbria                | Democrazia Cristiana                                      | Giorgio Spitella            | Perugia I                            |
| Umbria                | Democrazia Cristiana                                      | Learco Saporito             | Foligno - Spoleto                    |
| Umbria                | Partito Socialista Italiano                               | Fabio Maravalle             | Orvieto                              |
| Marche                | Partito Comunista Italiano                                | Aroldo Cascia               | Jesi - Senigallia                    |
| Marche                | Partito Comunista Italiano                                | Giorgio De Sabbata          | Pesaro - Fano                        |
| Marche                | Partito Comunista Italiano                                | Paolo Volponi               | Urbino                               |
| Marche                | Partito Comunista Italiano                                | Gianfilippo Benedetti       | Fermo                                |
| Marche                | Democrazia Cristiana                                      | Giovanni Venturi            | Urbino                               |
| Marche                | Democrazia Cristiana                                      | Rodolfo Tambroni Armaroli   | Macerata                             |
| Marche                | Democrazia Cristiana                                      | Gualtiero Nepi              | Ascoli Piceno                        |
| Marche                | Partito Socialista Italiano                               | Giuseppe Orciari            | Jesi - Senigallia                    |
| Lazio                 | Democrazia Cristiana                                      | Giulio D'Agostini           | Frosinone                            |
| Lazio                 | Democrazia Cristiana                                      | Franco Evangelisti          | Sora - Cassino                       |
| Lazio                 | Democrazia Cristiana                                      | Manlio Ianni                | Rieti                                |
| Lazio                 | Democrazia Cristiana                                      | Aldo Sandulli               | Roma I                               |
| Lazio                 | Democrazia Cristiana                                      | Roberto Ruffilli            | Roma II                              |
| Lazio                 | Democrazia Cristiana                                      | Dino Viola                  | Roma V                               |
| Lazio                 | Democrazia Cristiana                                      | Adriano Bompiani            | Roma VII                             |
| Lazio                 | Democrazia Cristiana                                      | Pietro Scoppola             | Roma VIII                            |
| Lazio                 | Democrazia Cristiana                                      | Onio Della Porta            | Viterbo                              |
| Lazio                 | Partito Comunista Italiano                                | Luigi Anderlini             | Rieti                                |
| Lazio                 | Partito Comunista Italiano                                | Paolo Bufalini              | Roma III                             |
| Lazio                 | Partito Comunista Italiano                                | Edoardo Perna               | Roma IV                              |
| Lazio                 | Partito Comunista Italiano                                | Adriano Ossicini            | Roma VI                              |
| Lazio                 | Partito Comunista Italiano                                | Giulio Carlo Argan          | Roma VII                             |
| Lazio                 | Partito Comunista Italiano                                | Maurizio Ferrara            | Velletri                             |
| Lazio                 | Partito Comunista Italiano                                | Roberto Maffioletti         | Tivoli                               |
| Lazio                 | Partito Comunista Italiano                                | Giovanni Ranalli            | Civitavecchia                        |
| Lazio                 | Partito Comunista Italiano                                | Sergio Pollastrelli         | Viterbo                              |
| Lazio                 | Movimento Sociale Italiano - Destra Nazionale             | Ajmone Finestra             | Frosinone                            |
| Lazio                 | Movimento Sociale Italiano - Destra Nazionale             | Pino Romualdi               | Roma I                               |
| Lazio                 | Movimento Sociale Italiano - Destra Nazionale             | Michele Marchio             | Roma II                              |
| Lazio                 | Partito Socialista Italiano                               | Giuliano Vassalli           | Sora - Cassino                       |
| Lazio                 | Partito Socialista Italiano                               | Bruno Vella                 | Rieti                                |
| Lazio                 | Partito Socialista Italiano                               | Antonio Muratore            | Tivoli                               |
| Lazio                 | Partito Repubblicano Italiano                             | Claudio Venanzetti          | Roma I                               |
| Lazio                 | Partito Socialista Democratico Italiano                   | Dante Schietroma            | Frosinone                            |
| Lazio                 | Partito Liberale Italiano                                 | Salvatore Valitutti         | Roma I                               |
| Abruzzo               | Democrazia Cristiana                                      | Germano De Cinque           | Chieti                               |
| Abruzzo               | Democrazia Cristiana                                      | Rosa Iervolino Russo        | Lanciano - Vasto                     |
| Abruzzo               | Democrazia Cristiana                                      | Achille Accili              | L'Aquila - Sulmona                   |
| Abruzzo               | Democrazia Cristiana                                      | Giuseppe Fracassi           | Avezzano                             |
| Abruzzo               | Partito Comunista Italiano                                | Nevio Felicetti             | Pescara                              |
| Abruzzo               | Partito Comunista Italiano                                | Alfredo Alfani              | Teramo                               |
| Abruzzo               | Partito Socialista Italiano                               | Elena Marinucci Mariani     | L'Aquila - Sulmona                   |
| Molise                | Democrazia Cristiana                                      | Domenico Raffaello Lombardi | Campobasso - Isernia                 |
| Molise                | Democrazia Cristiana                                      | Osvaldo Di Lembo            | Larino                               |
| Campania              | Democrazia Cristiana                                      | Nicola Mancino              | Avellino                             |
| Campania              | Democrazia Cristiana                                      | Salverino De Vito           | Sant'Angelo dei Lombardi             |
| Campania              | Democrazia Cristiana                                      | Alfonso Tanga               | Benevento - Ariano Irpino            |
| Campania              | Democrazia Cristiana                                      | Franca Falcucci             | Cerreto Sannita                      |
| Campania              | Democrazia Cristiana                                      | Giuseppe Santonastaso       | Caserta                              |
| Campania              | Democrazia Cristiana                                      | Francesco Paolo Bonifacio   | Piedimonte Matese - Sessa Aurunca    |
| Campania              | Democrazia Cristiana                                      | Mario Condorelli            | Napoli I                             |
| Campania              | Democrazia Cristiana                                      | Francesco D'Onofrio         | Napoli IV                            |
| Campania              | Democrazia Cristiana                                      | Francesco Patriarca         | Castellammare di Stabia              |
| Campania              | Democrazia Cristiana                                      | Pietro Colella              | Nocera Inferiore                     |
| Campania              | Democrazia Cristiana                                      | Michele Pinto               | Sala Consilina - Vallo della Lucania |
| Campania              | Partito Comunista Italiano                                | Ferdinando Russo            | Santa Maria Capua Vetere - Aversa    |
| Campania              | Partito Comunista Italiano                                | Boris Ulianich              | Napoli I                             |
| Campania              | Partito Comunista Italiano                                | Antonio Calì                | Napoli II                            |
| Campania              | Partito Comunista Italiano                                | Nicola Imbriaco             | Napoli IV                            |
| Campania              | Partito Comunista Italiano                                | Andrea Geremicca            | Napoli V                             |
| Campania              | Partito Comunista Italiano                                | Gerardo Chiaromonte         | Napoli VI                            |
| Campania              | Partito Comunista Italiano                                | Pietro Valenza              | Afragola                             |
| Campania              | Partito Comunista Italiano                                | Ersilia Salvato             | Torre del Greco                      |
| Campania              | Partito Comunista Italiano                                | Roberto Visconti            | Salerno                              |
| Campania              | Movimento Sociale Italiano - Destra Nazionale             | Antonio Rastrelli           | Napoli II                            |
| Campania              | Movimento Sociale Italiano - Destra Nazionale             | Pietro Pirolo               | Napoli III                           |
| Campania              | Movimento Sociale Italiano - Destra Nazionale             | Pietro Pistolese            | Napoli IV                            |
| Campania              | Movimento Sociale Italiano - Destra Nazionale             | Riccardo Monaco             | Napoli V                             |
| Campania              | Partito Socialista Italiano                               | Francesco De Martino        | Napoli III                           |
| Campania              | Partito Socialista Italiano                               | Michele Sellitti            | Nocera Inferiore                     |
| Campania              | Partito Socialista Italiano                               | Nicola Trotta               | Eboli                                |
| Campania              | Partito Socialista Italiano                               | Enrico Quaranta             | Sala Consilina - Vallo della Lucania |
| Campania              | Partito Socialista Democratico Italiano                   | Luigi Franza                | Benevento - Ariano Irpino            |
| Campania              | Partito Repubblicano Italiano                             | Biagio Pinto                | Sala Consilina - Vallo della Lucania |
| Puglia                | Democrazia Cristiana                                      | Pietro Mezzapesa            | Monopoli                             |
| Puglia                | Democrazia Cristiana                                      | Stefano Cavaliere           | Foggia - San Severo                  |
| Puglia                | Democrazia Cristiana                                      | Severino Fallucchi          | Lucera                               |
| Puglia                | Democrazia Cristiana                                      | Nicola Ferrara              | Cerignola                            |
| Puglia                | Democrazia Cristiana                                      | Giulio Cesare Orlando       | Martina Franca                       |
| Puglia                | Democrazia Cristiana                                      | Antonio Pagani              | Lecce                                |
| Puglia                | Democrazia Cristiana                                      | Giorgio De Giuseppe         | Gallipoli - Galatina                 |
| Puglia                | Democrazia Cristiana                                      | Claudio Vitalone            | Tricase                              |
| Puglia                | Partito Comunista Italiano                                | Riccardo Di Corato          | Molfetta                             |
| Puglia                | Partito Comunista Italiano                                | Onofrio Petrara             | Altamura                             |
| Puglia                | Partito Comunista Italiano                                | Giuseppe Iannone            | Lucera                               |
| Puglia                | Partito Comunista Italiano                                | Pietro Carmeno              | Cerignola                            |
| Puglia                | Partito Comunista Italiano                                | Giuseppe Cannata            | Taranto                              |
| Puglia                | Partito Comunista Italiano                                | Vito Consoli                | Martina Franca                       |
| Puglia                | Partito Socialista Italiano                               | Beniamino Finocchiaro       | Molfetta                             |
| Puglia                | Partito Socialista Italiano                               | Gaetano Scamarcio           | Bitonto                              |
| Puglia                | Partito Socialista Italiano                               | Amleto Monsellato           | Tricase                              |
| Puglia                | Movimento Sociale Italiano - Destra Nazionale             | Araldo di Crollalanza       | Bari                                 |
| Puglia                | Movimento Sociale Italiano - Destra Nazionale             | Gioacchino Giangregorio     | Bitonto                              |
| Puglia                | Movimento Sociale Italiano - Destra Nazionale             | Tommaso Mitrotti            | Monopoli                             |
| Puglia                | Partito Socialista Democratico Italiano                   | Cesarino Cioce              | Barletta - Trani                     |
| Basilicata            | Democrazia Cristiana                                      | Saverio D'Amelio            | Tricarico                            |
| Basilicata            | Democrazia Cristiana                                      | Nicola Lapenta              | Potenza                              |
| Basilicata            | Democrazia Cristiana                                      | Decio Scardaccione          | Corleto Perticara                    |
| Basilicata            | Democrazia Cristiana                                      | Angelo Bernassola           | Lagonegro                            |
| Basilicata            | Partito Comunista Italiano                                | Raffaele Giura-Longo        | Matera                               |
| Basilicata            | Partito Comunista Italiano                                | Giovanni Calice             | Melfi                                |
| Basilicata            | Partito Socialista Italiano                               | Franco De Cataldo           | Lagonegro                            |
| Calabria              | Democrazia Cristiana                                      | Antonino Murmura            | Vibo Valentia                        |
| Calabria              | Democrazia Cristiana                                      | Carlo Romei                 | Castrovillari - Paola                |
| Calabria              | Democrazia Cristiana                                      | Giuseppe Mascaro            | Rossano                              |
| Calabria              | Democrazia Cristiana                                      | Giuseppe Fimognari          | Locri                                |
| Calabria              | Partito Comunista Italiano                                | Antonio Alberti             | Catanzaro                            |
| Calabria              | Partito Comunista Italiano                                | Luigi Pingitore             | Lamezia Terme                        |
| Calabria              | Partito Comunista Italiano                                | Giuseppe Paolo Guarascio    | Crotone                              |
| Calabria              | Partito Comunista Italiano                                | Francesco Martorelli        | Cosenza                              |
| Calabria              | Partito Socialista Italiano                               | Salvatore Frasca            | Rossano                              |
| Calabria              | Partito Socialista Italiano                               | Sisinio Zito                | Locri                                |
| Calabria              | Movimento Sociale Italiano - Destra Nazionale             | Ciccio Franco               | Reggio Calabria                      |
| Sicilia               | Democrazia Cristiana                                      | Michele Curella             | Agrigento                            |
| Sicilia               | Democrazia Cristiana                                      | Giovanni Silvestro Coco     | Caltanissetta                        |
| Sicilia               | Democrazia Cristiana                                      | Saverio Damagio             | Piazza Armerina                      |
| Sicilia               | Democrazia Cristiana                                      | Niccolò Grassi Bertazzi     | Acireale                             |
| Sicilia               | Democrazia Cristiana                                      | Carmelo Santalco            | Barcellona Pozzo di Gotto            |
| Sicilia               | Democrazia Cristiana                                      | Luigi Genovese              | Patti                                |
| Sicilia               | Democrazia Cristiana                                      | Giuseppe Avellone           | Partinico - Monreale                 |
| Sicilia               | Democrazia Cristiana                                      | Giuseppe Cerami             | Palermo II                           |
| Sicilia               | Democrazia Cristiana                                      | Vincenzo Carollo            | Termini Imerese - Cefalù             |
| Sicilia               | Partito Comunista Italiano                                | Raniero La Valle            | Agrigento                            |
| Sicilia               | Partito Comunista Italiano                                | Giuseppe Montalbano         | Sciacca                              |
| Sicilia               | Partito Comunista Italiano                                | Salvatore Crocetta          | Piazza Armerina                      |
| Sicilia               | Partito Comunista Italiano                                | Giuseppe Vitale             | Caltagirone                          |
| Sicilia               | Partito Comunista Italiano                                | Emanuele Macaluso           | Ragusa                               |
| Sicilia               | Partito Comunista Italiano                                | Vito Bellafiore             | Alcamo                               |
| Sicilia               | Partito Socialista Italiano                               | Domenico Segreto            | Sciacca                              |
| Sicilia               | Partito Socialista Italiano                               | Francesco Cimino            | Patti                                |
| Sicilia               | Partito Socialista Italiano                               | Francesco Greco             | Siracusa                             |
| Sicilia               | Partito Socialista Italiano                               | Francesco Di Nicola         | Trapani                              |
| Sicilia               | Movimento Sociale Italiano - Destra Nazionale             | Antonino La Russa           | Catania II                           |
| Sicilia               | Movimento Sociale Italiano - Destra Nazionale             | Cristoforo Filetti          | Acireale                             |
| Sicilia               | Movimento Sociale Italiano - Destra Nazionale             | Marisa Moltisanti           | Noto                                 |
| Sicilia               | Partito Repubblicano Italiano                             | Vincenzo Mondo              | Barcellona Pozzo di Gotto            |
| Sicilia               | Partito Socialista Democratico Italiano                   | Francesco Parrino           | Alcamo                               |
| Sicilia               | Partito Liberale Italiano                                 | Vincenzo Palumbo            | Messina                              |
| Sardegna              | Democrazia Cristiana                                      | Lucio Abis                  | Oristano                             |
| Sardegna              | Democrazia Cristiana                                      | Gianuario Carta             | Nuoro                                |
| Sardegna              | Democrazia Cristiana                                      | Salvatore Campus            | Sassari                              |
| Sardegna              | Democrazia Cristiana                                      | Francesco Cossiga           | Tempio - Ozieri                      |
| Sardegna              | Partito Comunista Italiano                                | Peppino Fiori               | Oristano                             |
| Sardegna              | Partito Comunista Italiano                                | Mario Cheri                 | Nuoro                                |
| Sardegna              | Partito Comunista Italiano                                | Giovanni Berlinguer         | Iglesias                             |
| Sardegna              | Partito Socialista Italiano                               | Ottavio Spano               | Tempio - Ozieri                      |
| Sardegna              | Partito Sardo d'Azione                                    | Giovanni Battista Loi       | Iglesias                             |
| Valle d'Aosta         | UV - UVP -D.POP.                                          | Pietro Francesco Fosson     | Aosta                                |